# Chris Bryant
Christopher John Bryant, más conocido como Chris Bryant (Cardiff, 11 de enero de 1962) es un político galés del Partido Laborista. Representa a la circunscripción galesa de Rhondda en la Cámara de los Comunes desde el año 2001.

## Biografía
Hijo de madre escocesa y de padre galés, Bryant crece en la ciudad de Cardiff y también durante cinco años en España, por lo que es bilingüe en inglés y español. Tras concluir su educación obligatoria, realiza estudios de Teología para ser sacerdote de la Iglesia de Inglaterra, labor que ejerce entre 1986 y 1991. En ese momento abandona su magisterio religioso por considerar incompatible el sacerdocio con su homosexualidad. En 1986 ingresa en el Partido Laborista, para finalmente ser elegido diputado por Rhondda en el año 2001, cargo que ejerce hasta la actualidad. Durante el mandato de Gordon Brown funge como ministro de varios departamentos hasta la salida del laborismo del poder en el año 2010. Es autor de diversos libros sobre política e historia del Reino Unido.